# Identificador europeo de jurisprudencia
El identificador europeo de jurisprudencia (ECLI, por sus siglas en inglés: European Case Law Identifier) es un identificador alfanumérico implementado por el Tribunal de Justicia de la Unión Europea, el Tribunal Europeo de Derechos Humanos, la Oficina Europea de Patentes y diversos Estados miembro de la Unión Europea. El identificador consiste en 5 partes separadas por dos puntos siendo el formato como sigue: ECLI:[código del país]:[identificador del tribunal]:[año de la decisión]:[identificador específico] (por ejemplo: ECLI:ES:TS:2018:1234). Los documentos con identificador ECLI deberán contener, además, una serie de metadatos estandarizados para facilitar la búsqueda de jurisprudencia en las bases de datos.
El ECLI fue concebido en el año 2011 y documentado en las conclusiones del Consejo en las que se promueve la creación de un identificador europeo de jurisprudencia (ECLI) y la definición de un conjunto mínimo de metadatos uniformes de jurisprudencia (2011/C 127/01) por los que se invitaba a los Estados miembros a que introdujesen a escala nacional, con carácter voluntario, el identificador europeo de jurisprudencia (denominado en lo sucesivo «ECLI») y un conjunto mínimo de metadatos uniformes de jurisprudencia.

## ROJ
En España, se usa el “ROJ” (Repositorio Oficial de Jurisprudencia), único para cada sentencia.